# Kanjiža
Kanjiža (în maghiară Magyarkanizsa, în română Canija) este o localitate în Districtul Banatul de Nord, Voivodina, Serbia. Localitatea este situată pe malul de vest al Tisei, la vest de Beba Veche. La recensământul din 2011 au fost înregistrați 25.343 locuitori, din care 85% maghiari, 7% sârbi, 2,35% romi, 1% români (268 de persoane) ș.a.

## Personalități născute aici
- Đorđe Krstić (1851 - 1907), pictor, academician sârb;
- Ottó Tolnai (n. 1940), scriitor maghiar.